# FLASH BACK
『FLASH BACK』（フラッシュバック）は、音楽ユニット・capsuleのアルバムである。2007年12月5日にヤマハミュージックコミュニケーションズより発売（品番：YCCC-10011）。なお、この項目では2021年10月9日に発売された本アルバムのリマスター版『FLASH BACK (2021 Remaster)』についても記述する。

## 制作について
毎作、曲順に気を使うが本作は特に気を使った、と中田は語っている。
タイトルは、発売当時にcapsuleがやっていた音楽の「コントラストがはっきりしている感じ」とフラッシュバックがリンクしている、と中田が感じたことから付けられた。「“レトロ”とか“新しい”とか、“過去”とか“未来”とか、そういう時間的な意味での切り取り方ではなくて、もっと感覚的な切り取り方や切り刻み方を表そうと思って選んだ」とも語っている。
本作はタイアップや企画が先行するわけではなく、「他人に頼まれて作る音楽ではない音楽を作る」という感じで制作された。

## 背景
本作発売の約1ヶ月前となる2007年11月7日に、限定12インチアナログ盤「MUSiXXX」が発売された。
リミックス・アルバム『capsule rmx』から約2ヶ月ぶりのアルバムリリースで、『Sugarless GiRL』から約9ヶ月ぶりのオリジナル・アルバムとなった。

## 楽曲について

### シングル収録
| ＃ | タイトル        | 収録シングル                   |
| -- | --------------- | ------------------------------ |
| 6  | I'm Feeling You | 9枚目「MUSiXXX」（アナログ盤） |
| 7  | MUSiXXX         | 9枚目「MUSiXXX」（アナログ盤） |

## 収録曲について
全作詞・作編曲：中田ヤスタカ
| #         | タイトル                      | 作詞  | 作曲・編曲 | 時間 |
| --------- | ----------------------------- | ----- | ---------- | ---- |
| 1.        | 「construction」              |       |            | 1:00 |
| 2.        | 「FLASH BACK」                |       |            | 4:40 |
| 3.        | 「Eternity」                  |       |            | 4:06 |
| 4.        | 「You are the reason」        |       |            | 5:11 |
| 5.        | 「Love Me」                   |       |            | 4:07 |
| 6.        | 「I'm Feeling You」           |       |            | 5:02 |
| 7.        | 「MUSiXXX」                   |       |            | 5:31 |
| 8.        | 「Get down」                  |       |            | 4:18 |
| 9.        | 「Electric light Moon light」 |       |            | 3:43 |
| 合計時間: | 合計時間:                     | 37:38 |            |      |

## FLASH BACK (2021 Remaster)
『FLASH BACK (2021 Remaster)』は、2021年8月21日に発売されたCAPSULEの配信限定アルバムで、上記のアルバム『FLASH BACK』の収録曲がリマスターされて収録されている。

### 背景について
2021年8月に始動した、過去作品を、リマスター音源とビジュアライザーと共にオフィシャルYouTubeチャンネルに公開していく『CAPSULE アーカイブコレクション』という企画に伴って、リマスター音源配信第4弾として発売された。本アルバム収録曲は、同年9月28日から10月6日までの9日間、連日公開されていった。

### 収録曲について
全作詞・作編曲: 中田ヤスタカ
| #  | タイトル                                      | 作詞 | 作曲・編曲 | 時間 |
| -- | --------------------------------------------- | ---- | ---------- | ---- |
| 1. | 「construction (2021 Remaster)」              |      |            | 1:00 |
| 2. | 「FLASH BACK (2021 Remaster)」                |      |            | 4:40 |
| 3. | 「Eternity (2021 Remaster)」                  |      |            | 4:06 |
| 4. | 「You are the reason (2021 Remaster)」        |      |            | 5:12 |
| 5. | 「Love Me (2021 Remaster)」                   |      |            | 4:08 |
| 6. | 「I'm Feeling You (2021 Remaster)」           |      |            | 5:02 |
| 7. | 「MUSiXXX (2021 Remaster)」                   |      |            | 5:31 |
| 8. | 「Get down (2021 Remaster)」                  |      |            | 4:18 |
| 9. | 「Electric light Moon light (2021 Remaster)」 |      |            | 3:43 |